# Rohrhardsberg-Obere Elz
Rohrhardsberg-Obere Elz ist ein Naturschutzgebiet und Landschaftsschutzgebiet in den Naturräumen Südöstlicher Schwarzwald und Hochschwarzwald in Baden-Württemberg.

## Geographie
Das Naturschutzgebiet liegt in den Naturräumen Südöstlicher Schwarzwald und Hochschwarzwald auf den Gebieten der Stadt Elzach, Simonswald, Furtwangen, Schönwald und Schonach im Schwarzwald-Baar-Kreis und teilweise noch im Landkreis Emmendingen in Baden-Württemberg.
Das Gebiet grenzt westlich des Rohrhardsbergs (1153,2 m ü. NHN) und an die Naturschutzgebiete Yacher Zinken und Kostgefäll, reicht nördlich bis an die Geistfelsen, östlich an den oberen Verlauf der Landstraße 109 und bis in den Süden in der Nähe der Quellen des Griesbachs und der Breg (nahe Martinskapelle) und Quelle der Elz, die etwa 3 Kilometer westlich der Gemeinde Schönwald liegt.

## Steckbrief
Das Gebiet wurde per Verordnung am 18. Dezember 1997 als Naturschutzgebiet ausgewiesen und wird unter der Schutzgebietsnummer 3.245 beim Regierungspräsidium Freiburg geführt. Es hat eine Fläche von 558,1 Hektar und ist in die IUCN-Kategorie IV, ein Biotop- und Artenschutzgebiet, eingeordnet. Die WDPA-ID lautet 165209 und entspricht dem europäischen CDDA-Code und der EUNIS-Nr.
Der Schutzzweck „ist die Erhaltung des Gebietes
- als struktur- und artenreiches Mosaik aus unterschiedlichen Wäldern, Mooren, Wiesen, Weiden und anderen Lebensräumen;
- als Lebensraum für eine Vielzahl gefährdeter, zum Teil vom Aussterben bedrohter Tier- und Pflanzenarten;
- als »subalpiner Vorposten« im Mittleren Schwarzwald mit der entsprechenden Flora und Fauna;
- als verkehrs- und siedlungsarmer, relativ wenig gestörter Bereich;
- als modellhafter Bereich für die Anpassung der Freizeit- und Erholungsnutzung an die Ziele des Naturschutzes auf der Grundlage des »Integralen Modellprojekts Rohrhardsberg/Martinskapelle« (Arbeitsgruppe Rohrhardsberg 1991)“

## Landschaftsschutzgebiet

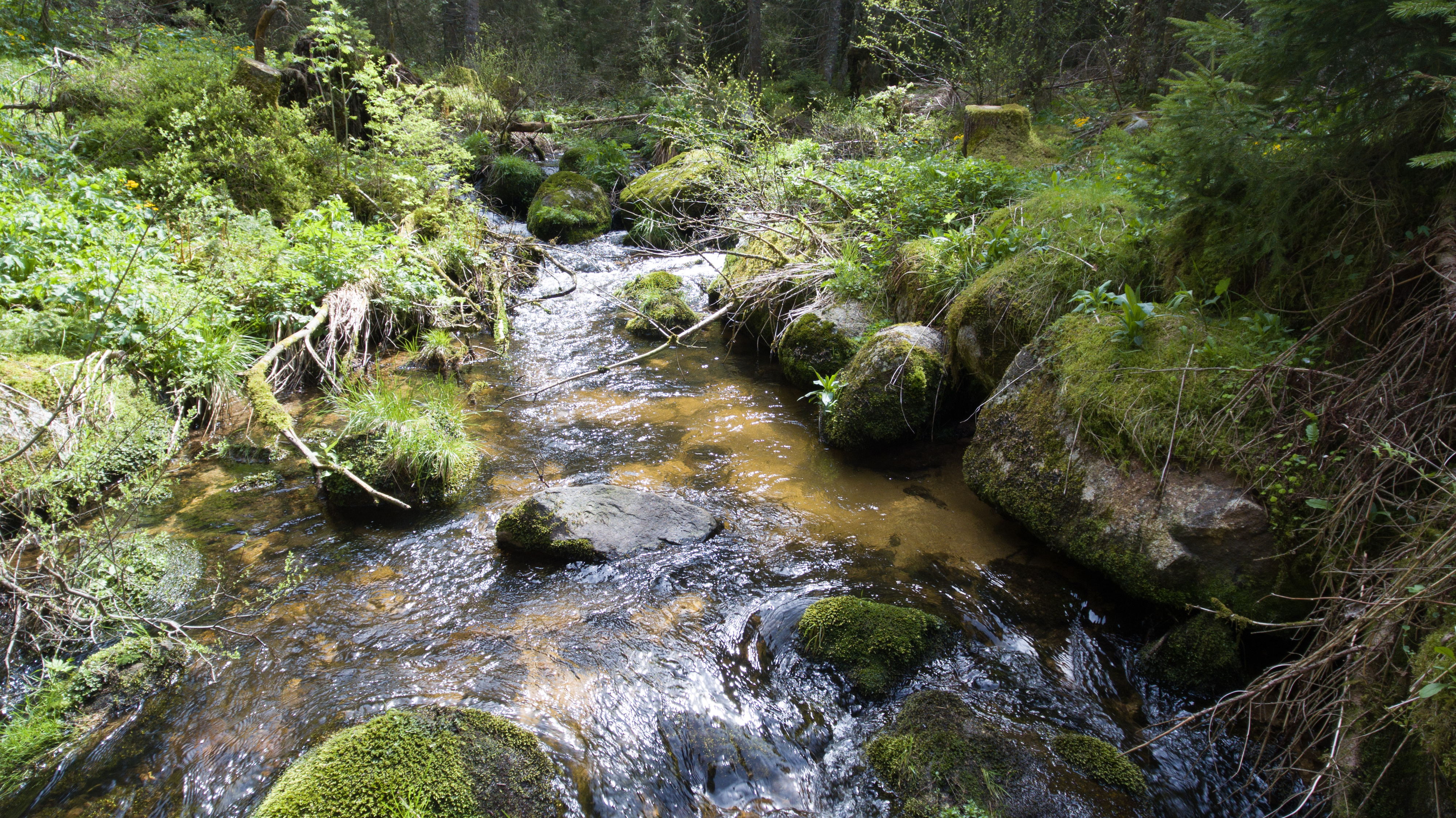
Obere Elz

Zur Sicherung des Naturschutzgebietes vor Beeinträchtigungen sowie zur Verwirklichung des Schutzzwecks wurde ergänzend durch die oben bereits aufgeführte Verordnung des Regierungspräsidiums Freiburg mit einer Größe von insgesamt rund 384 Hektar ein Landschaftsschutzgebiet eingerichtet. Das LSG liegt mit rund 295 Hektar (Schutzgebietsnummer 3.26.026) im Schwarzwald-Baar-Kreis und mit rund 89 Hektar (Schutzgebietsnummer 3.16.015) im Landkreis Emmendingen.